# ميلكور دي نافارا
كان الدون ميلكور دي نافارا ي روكافول، دوق بالاتا (بالإسبانية: Don Melchor de Navarra y Rocafull, Duke of Palata)‏، (وُلد 1626 في أراغون - تُوفي في 13 أبريل 1691 في بورتوبيلو، بنما) سياسياً إسبانياً. كان نائب الملك في بيرو من 20 نوفمبر 1681 إلى 15 أغسطس 1689.